# حدیث بی‌قراری ماهان
حدیث بی‌قراری ماهان عنوان یکی از مجموعه‌های شعر احمد شاملو است. سروده‌های زیر در این مجموعه قرار دارند:
- کژمژ و بی‌انتها ...
- نخستین از غلظه پنیرک ...
- نخستین که در جهان دیدم ...
- چون فوران فحل‌ْمست آتش ...
- چاه شغاد را ماننده ...
- با تخلص خونین بامداد
- نگران، آن دو چشمان است ...
- شرقاشرق شادیانه ...
- شبانه
- شب‌بیداران